# Keith Morgan (Judoka)
Keith Laurence Morgan (* 12. November 1973 in Calgary) ist ein ehemaliger kanadischer Judoka. Er war Olympiafünfter 2000 und Sieger bei den Panamerikanischen Spielen 1995.

## Sportliche Karriere
Der 1,78 m große Keith Morgan kämpfte bis 1996 im Halbschwergewicht, der Gewichtsklasse bis 95 Kilogramm. 1992 war er Fünfter bei den Juniorenweltmeisterschaften. 1994 gewann er den ersten von sieben kanadischen Meistertiteln. Im November 1994 erreichte er das Finale beim Jigoro Kano Cup und unterlag dann dem Japaner Shigeru Okaizumi. Im März 1995 fanden in Mar del Plata die Panamerikanischen Spiele 1995 statt. Morgan gewann im Finale gegen den Brasilianer Daniel Dell’Aquila. 1996 gewann Morgan seinen Auftaktkampf bei den Olympischen Spielen in Atlanta gegen den Mexikaner Arturo Gutierrez mit einer kleinen Wertung (Chui). Im Achtelfinale schied er nach 2:03 Minuten gegen Antonio Felicite aus Mauritius aus.
1997 kämpfte Morgan im Mittelgewicht, der Gewichtsklasse bis 86 Kilogramm. Bei den Weltmeisterschaften 1997 belegte er den siebten Platz. Nach der Neuordnung der Gewichtsklassen trat Morgan von 1998 bis 2005 im Mittelgewicht an, der Gewichtsklasse, die nun bis 90 Kilogramm reichte. 1999 gewann er bei der Universiade in Palma de Mallorca. Einen Monat später erkämpfte Morgan eine Bronzemedaille bei den Panamerikanischen Spielen in Winnipeg. Bei den Weltmeisterschaften 1999 belegte Morgan wie 1997 den siebten Platz. Im September 2000 bei den Olympischen Spielen in Sydney bezwang Morgan im Viertelfinale Jean-Claude Raphael aus Mauritius. Nach seiner Halbfinalniederlage gegen den Niederländer Mark Huizinga unterlag Morgan im Kampf um eine Bronzemedaille dem Ukrainer Ruslan Maschurenko nach 50 Sekunden. Ende 2000 siegte Morgan bei den Panamerikameisterschaften in Orlando.
2001 belegte Morgan ein weiteres Mal den siebten Platz bei den Weltmeisterschaften. Bei den Panamerikameisterschaften erhielt er 2001 eine Bronzemedaille. Saisonhöhepunkt 2002 waren die Commonwealth Games in Manchester, Morgan unterlag im Finale dem Briten Winston Gordon. 2003 gewann Morgan die Silbermedaille bei den Panamerikameisterschaften hinter dem Brasilianer Carlos Honorato. Zwei Monate später besiegte Morgan den Brasilianer im Halbfinale der Panamerikanischen Spiele in Santo Domingo, im Finale unterlag er Brian Olson aus den Vereinigten Staaten. Bei den Weltmeisterschaften in Osaka bezwang Morgan im Viertelfinale den Kubaner Yosvane Despaigne. Nach seiner Halbfinalniederlage gegen den Georgier Surab Swiadauri verlor Morgan auch den Kampf um Bronze gegen Carlos Honorato. Bei den Olympischen Spielen 2004 in Athen unterlag Morgan im Viertelfinale dem Südkoreaner Hwang Hui-tae und schied dann in der Hoffnungsrunde gegen Mark Huizinga aus.
Ab 2006 kämpfte Morgan im Halbschwergewicht, der Gewichtsklasse bis 100 Kilogramm. 2007 erkämpfte er eine Bronzemedaille bei den Panamerikameisterschaften. Zwei Monate danach erreichte er das Finale der Panamerikanischen Spiele in Rio de Janeiro und erhielt die Silbermedaille hinter dem Kubaner Oreydis Despaigne. 2008 siegte Morgan noch einmal bei den Panamerikameisterschaften. Bei den Olympischen Spielen in Peking schied er im Achtelfinale gegen den Rumänen Daniel Brata nach 26 Sekunden aus.
Keith Morgans Zwillingsbruder Colin nahm ebenfalls als Judoka an Olympischen Spielen teil. Keith Morgan ist mit der Wasserballspielerin Waneek Horn verheiratet, die mit der kanadischen Auswahl 2000 in Sydney Olympiafünfte war.